# Борисов, Вениамин Иванович (шахматист)
Вениамин Иванович Борисов (род. 27 апреля 1932, Москва) — советский и российский шахматист, мастер спорта СССР (1977), международный мастер ИКЧФ (1996).

## Биография
Работал на Заводе им. 40-летия Октября. Был начальником цеха и главным сварщиком завода, возглавлял партийную организацию предприятия. Затем полностью перешел на партийную работу. Много лет занимал пост секретаря Балашихинского горкома КПСС.
Многократный чемпион Балашихи. Чемпион ДСО «Урожай» (1976 г.).
Участник сильного по составу международного турнира в Балашихе (1977 г.). Широкую известность получило окончание его партии с чехословацким мастером А. Ланчем.
Активно выступал в соревнованиях по переписке.
Участник 16-го чемпионата СССР (1983—1986 гг.; нанёс единственное поражение победителю турнира), первой лиги 17-го чемпионата СССР (1986—1988 гг.).
Участник 8-го (1980—1982 гг.) и 13-го (1991—1994 гг.) чемпионатов РСФСР.
В составе сборной РСФСР победитель 10-го командного чемпионата СССР (1991—1994 гг.).
В составе сборной России участник 4-го командного чемпионата Европы (1994—1998 гг.), отборочных соревнований 12-й заочной олимпиады.
Победитель чемпионата Всероссийского шахматного клуба.
Победитель полуфинала 16-го чемпионата мира (1985—1993 гг.), участник ¾ финала 17-го чемпионата мира.
Участник мемориалов Д. Г. Любомирова и Я. Б. Эстрина.

## Основные спортивные результаты
| Год                       | Город                                                                  | Соревнование                                                           | + | − | = | Результат | Место             |
| ------------------------- | ---------------------------------------------------------------------- | ---------------------------------------------------------------------- | - | - | - | --------- | ----------------- |
| 1976                      |                                                                        | Чемпионат ЦС ДСО «Урожай»                                              |   |   |   |           | 1                 |
| 1977                      | Балашиха                                                               | Международный турнир                                                   |   |   |   | 4 из 13   | 14                |
| СОРЕВНОВАНИЯ ПО ПЕРЕПИСКЕ |                                                                        |                                                                        |   |   |   |           |                   |
| 1980—1982                 | 8-й чемпионат РСФСР                                                    | 8-й чемпионат РСФСР                                                    | 5 | 3 | 7 | 8½ из 15  | 8—9               |
| 1983—1986                 | 16-й чемпионат СССР                                                    | 16-й чемпионат СССР                                                    | 3 | 8 | 7 | 6½ из 18  | 15                |
| 1985—1993                 | Полуфинал 16-го чемпионата мира (группа 6)                             | Полуфинал 16-го чемпионата мира (группа 6)                             | 9 | 1 | 4 | 11 из 14  | 1                 |
| 1986—1988                 | Первая лига 17-го чемпионата СССР                                      | Первая лига 17-го чемпионата СССР                                      |   |   |   | 2½ из 16  | 17                |
| 1991—1994                 | 13-й чемпионат РСФСР                                                   | 13-й чемпионат РСФСР                                                   | 0 | 8 | 4 | 2 из 12   | 13                |
| 1991—1994                 | 10-й командный чемпионат СССР (сборная РСФСР, 4-я доска)               | 10-й командный чемпионат СССР (сборная РСФСР, 4-я доска)               |   |   |   | 7½ из 13  | Команда — чемпион |
| 1992—1999                 | Отборочный турнир 12-й Олимпиады (секция 3, сборная России, 3-я доска) | Отборочный турнир 12-й Олимпиады (секция 3, сборная России, 3-я доска) | 6 | 5 | 1 | 6½ из 12  |                   |
| 1993—1998                 | Мемориал Д. Г. Любомирова                                              | Мемориал Д. Г. Любомирова                                              | 9 | 3 | 4 | 11 из 16  | 4—5               |
| 1994—1998                 | 4-й командный чемпионат Европы (сборная России, 8-я доска)             | 4-й командный чемпионат Европы (сборная России, 8-я доска)             | 1 | 4 | 6 | 4 из 11   |                   |
| 1995—2001                 | ¾ финала 17-го чемпионата мира                                         | ¾ финала 17-го чемпионата мира                                         | 1 | 8 | 6 | 4 из 15   | 12                |
| 1996—2000                 | Мемориал Я. Б. Эстрина                                                 | Мемориал Я. Б. Эстрина                                                 | 2 | 8 | 4 | 4 из 14   | 13                |